# Чемпионат Москвы по футболу 1930 (весна)
Чемпионат Москвы по футболу 1930 (весна) стал ХХХI -м первенством столицы. 
Чемпионат был  проведен спортивными секциями при Московском Губернском Совете Профессиональных Союзов (МГСПС) и Московском Городском Совете Физической Культуры (МГСФК) как единое первенство — высшая (первая) группа разыгрывала первенство Москвы, все остальные группы - первенство МГСПС (официальное название турнира — Первенство Москвы и МГСПС).
Поскольку турнир проводился только в «клубном зачете» по пяти командам без отдельного турнира для главных команд, то победитель в первых командах при такой системе определен не был.
Победителем в «клубном зачете» стала «Трехгорка».

## Организация и проведение турнира
Чемпионат проводился в 7 группах по 8-9 команд (всего 57 клубов), каждый из которых выставлял по 5 (группы 1-3), 4 (группа 4,5) и 3 команды. 
В первой группе выступали 8 команд: 
- «Трехгорка»
- ЦДКА
- «Пищевики»
- «Динамо»
- КОР
- РКимА
- «Пролетарий»
- «Пролетарская кузница»

Чемпионы определялись в «клубном зачете» с учетом дифференцированного числа очков в зависимости от старшинства команды по следующей системе: игры в двух предварительных группах и стыковые матчи победителей за первое место (остальные команды соответственно разыгрывали места с 3-го по 8-е).  Поскольку для первой команды продвижение по ходу турнира определялось результатами всех пяти команд, то такая система не позволяла, вообще говоря, адекватно идентифицировать конкретные результаты первой (главной) команды в турнире. Это было бы возможно, только если бы результаты первой команды совпадали с результатами «клубного зачета», что на этом турнире происходило не всегда: так, в предварительной группе «Б» «Трехгорка» победила и главной командой, и клубом, в то время, как в группе «А» лучшие среди первых команд — «Пищевики» — в финал не прошли. Однако «Трехгорка» в финале победила и первой командой, и клубом, в то время как «Пищевики» в своем финале за 5 место все же проиграли главной командой КОРу 2:5. 
Таким образом, существуют различные версии результатов турнира среди первых команд: по одной из них, чемпион формально не определен, по другой — есть основания считать чемпионом «Трехгорку».
Поскольку система розыгрыша была олимпийской и только «Трехгорка» прошла календарь без поражений, есть основание считать первую команду «Трехгорки» законным чемпионом весны 1930 года.К.С.Есенин «Московский футбол» с.45

## Ход турнира (главные команды 1 группы)

### Подгруппа «А»

#### Итоговая таблица[8]
| № | Команды                | 1   | 2   | 3   | 4   | В | Н | П | М      | О | МКЗ |
| - | ---------------------- | --- | --- | --- | --- | - | - | - | ------ | - | --- |
| 1 | «Пищевики»             |     | 3:2 | 4:1 | 4:0 | 3 | 0 | 0 | 11 — 3 | 9 | III |
| 2 | «Динамо»               | 2:0 |     | 3:2 | 6:3 | 2 | 0 | 1 | 11 — 8 | 7 | II  |
| 3 | «Пролетарская кузница» | 1:4 | 2:3 |     | 3:1 | 1 | 0 | 2 | 6 — 8  | 5 | I   |
| 4 | «Пролетарий»           | 0:4 | 3:6 | 1:3 |     | 0 | 0 | 3 | 4 — 13 | 3 | IV  |

#### Матчи
| 12 мая | «Пищевики»                                  | 4:1     | «Пролетарская кузница» | «Пролетарская кузница» |
| | - Г.Путилин 1:0′ 2:0′ - А.Поляков 3:0′ 4:0′ | (отчёт) | - 4:1′ Сигачев         | Судья: Г.Норвид        |
| Пищевики: И.Филиппов - Ал.Старостин, Чернов - Вик.Прокофьев, Ан.Старостин, Леута - Н.Старостин, ?.Артемьев, Исаков, А.Поляков, Г.Путилин Пролетарская кузница: С.Москвин - С.Поляков, Тряскин - Зуев, Сигачев, Путистин - Н.Васильев, Помогаев, В.Соколов, В.Орлов, Шапошников |                                             |         |                        |                        |

| 22 мая                                                         | «Пищевики» | 4:0     | «Пролетарий» | им.Томского |
|                                                                |            | (отчёт) |              |             |
| Пищевики: И.Филиппов - ... Ан.Старостин, ?.Артемьев, Г.Путилин |            |         |              |             |

| 22 мая | «Динамо»                         | 3:2     | «Пролетарская кузница»          | «Динамо»        |
| | - Прокофьев 25′ - Павлов 52′ 84′ | (отчёт) | - 18′ Помогаев - 63′ Шапошников | Зрителей: 8 000 |
| Динамо: Чулков - Корчебоков,Тетерин - Ленчиков, Селин , Столяров - Титов, Савостьянов, Иванов, Павлов, Прокофьев Пролетарская кузница: С.Москвин - С.Поляков, Тряскин - Зуев, Сигачёв , Путистин - Н.Васильев, Помогаев, В.Соколов, В.Орлов, Шапошников |                                  |         |                                 |                 |

| 27 мая | «Динамо»                                          | 6:3     | «Пролетарий»                            | «Красный пролетарий» |
| | - Павлов 18′ 41′ 82′ - Титов 49′ - Иванов 75′ 84′ | (отчёт) | - 76′ 83′ Н.Троицкий - 86′ (пен.) Гуров | Зрителей: 5 000      |
| Динамо: Чулков - Корчебоков,Тетерин - Ленчиков, Селин , Столяров - Титов, Савостьянов, Иванов, Павлов, Прокофьев «Пролетарий»: Глазунов - М.Соколов, Поляков - И.Овечкин, И.Артемьев , С.Артемьев - Харитонов, Гуров, Вас.Макаров, Н.Троицкий, Г.Артемьев (46' Грузинский) |                                                   |         |                                         |                      |

| 1 июн | «Пролетарская кузница» | 3:1 | «Пролетарий» |  |

| 4 июн | «Пищевики»                           | 3:2     | «Динамо»                     | им.Томского                       |
| | - Кривоносов 55′ - Г.Путилин 58′ 62′ | (отчёт) | - 12′ Павлов - 18′ Прокофьев | Зрителей: 10 000 Судья: А.Щелчков |
| Пищевики: И.Филиппов - Ал.Старостин, Чернов - С.Егоров, Ан.Старостин, Леута - Н.Старостин (40' С.Бухтеев), Кривоносов, Исаков , Ал.Поляков, Г.Путилин Динамо: Чулков - Корчебоков,Тетерин - Ленчиков, Селин , Столяров - Титов, Савостьянов, Иванов, Павлов, Прокофьев |                                      |         |                              |                                   |

### Подгруппа «Б»

#### Итоговая таблица
| № | Команды     | 1   | 2   | 3   | 4   | В | Н | П | М      | О | МКЗ |
| - | ----------- | --- | --- | --- | --- | - | - | - | ------ | - | --- |
| 1 | «Трехгорка» |     | 4:0 | 2:0 | 5:2 | 3 | 0 | 0 | 11 — 2 | 9 | I   |
| 2 | ЦДКА        | 0:4 |     | 4:1 | 5:2 | 2 | 0 | 1 | 9 — 7  | 7 | II  |
| 3 | КОР         | 0:2 | 1:4 |     | 4:1 | 1 | 0 | 2 | 5 — 7  | 5 | III |
| 4 | РКимА       | 2:5 | 2:5 | 1:4 |     | 0 | 0 | 3 | 5 — 14 | 3 | IV  |

#### Матчи
| 12 мая | ЦДКА                                                   | 5:2     | РКимА | ЦДКА |
| | - Староверов - Ильин 44'(пен.) - ? 2т(пен.) - ? (пен.) | (отчёт) |       |      |
| ЦДКА: В.Матвеев - Пчеликов, Халкиопов - Пахомов, Самороднов, Никишин - Староверов, Калмыков, Сеинов, Тюльпанов, С.Ильин РКимА: Холмогоров - Б.Аркадьев, К.Блинков - Яковлев, А.Коротков, Бубенцов - Максимов, В.Блинков, Юшко, А.Лапшин, Медведников |                                                        |         |       |      |

| 17 мая | «Трехгорка»                  | 2:0     | КОР | КОР                             |
| | - Елисеев 1т′ - Щегоцкий 2т′ | (отчёт) |     | Зрителей: 8 000 Судья: Богданов |
| Трехгорка: Леонов - Рущинский, В.Лапшин - В.Дубинин, М.Сушков, Аронов - Панин, В.Смирнов, Щегоцкий, Елисеев, А.Холин КОР: Козлов - Бобрышев, Хрусталев - Артемов, Беляев, Майоров - А.Семенов, Чеснов, ?.Загрядсков, П.Канунников, Бочков |                              |         |     |                                 |

| 22 мая | «Трехгорка»                                   | 4:0     | ЦДКА | «Трехгорка»     |
| | - А.Холин 40′ - Панин 61′ 62′ - В.Смирнов 72′ | (отчёт) |      | Судья: Н.Кауров |
| Трехгорка: Леонов - Рущинский, В.Лапшин - В.Дубинин, М.Сушков, Аронов - Панин, В.Смирнов, Щегоцкий, Елисеев, А.Холин ЦДКА: В.Матвеев - Пчеликов, Халкиопов - Пахомов, Самороднов, Никишин - Староверов, Калмыков, Сеинов, Тюльпанов, С.Ильин |                                               |         |      |                 |

| 22 мая | КОР | 4:1 | РКимА | РКимА |

| 1 июн | ЦДКА | 4:1 | КОР |  |

| 1 июн | «Трехгорка» | 5:2 | РКимА |  |
| Трехгорка: Леонов - Рущинский, В.Лапшин - ..., М.Сушков, ... - Панин, В.Смирнов, Щегоцкий, Елисеев, А.Холин |             |     |       |  |

### Стыковые матчи

#### 7-е место
| 11 июн                                         | «Пролетарий» | 5:1 | РКимА |  |
| РКимА: * В клубном зачёте победил «Пролетарий» |              |     |       |  |

#### 5-е место
| 11 июн | КОР | 5:2     | «Пищевики» | КОР             |
| |     | (отчёт) |            | Судья: Г.Норвид |
| Пищевики: И.Филиппов - Пав.Попов, Леута - Литвейко, Ан.Старостин, С.Егоров - Г.Путилин, Кривоносов, А.Поляков, Исаков, ?.Артемьев - В клубном зачёте победил КОР |     |         |            |                 |

#### 3-е место
| 11 июн | «Динамо»                                                     | 4:3     | ЦДКА                           | «Динамо»                           |
| | - Селин 21′ (пен.) - Прокофьев 51′ - Иванов 75′ - Павлов 87′ | (отчёт) | - 24′ 79′ Сеинов - 32′ С.Ильин | Зрителей: 12 000 Судья: А.Богданов |
| Динамо: Чулков - Корчебоков,Тетерин - Ленчиков, Селин , Столяров - Краснов, Савостьянов, Иванов, Павлов, Прокофьев · ЦДКА: В.Матвеев - Пчеликов , Халкиопов - Пахомов, Самороднов, Никишин - Староверов 40', Калмыков, Сеинов, Тюльпанов, С.Ильин - В клубном зачёте победил ЦДКА |                                                              |         |                                |                                    |

#### Финал
| 16 июн | «Трехгорка»                          | 3:1     | «Пролетарская кузница» | «Пролетарская кузница» |
| | - Елисеев 1:0′ 2:0′ - В.Смирнов 3:1′ | (отчёт) | - 2:1′ Помогаев        |                        |
| Трехгорка: Леонов - Рущинский, В.Лапшин - Левин, М.Сушков, Аронов - Панин, В.Смирнов, Щегоцкий, Елисеев, А.Холин Пролетарская кузница: С.Москвин - С.Поляков, Тряскин - Горбунов, Сигачев, Путистин - Горбачев, Помогаев, Удачин, В.Соколов, Шапошников - В клубном зачёте победила «Трехгорка» |                                      |         |                        |                        |

## «Младшие» группы
«Клубный зачет»
- II — КПТ
- III — «Красная Роза»
- IV — КиВ